# Загорский, Пётр Андреевич
Пётр Андре́евич Заго́рский (1764—1846) — выдающийся русский анатом, ректор и заслуженный профессор Санкт-Петербургской медико-хирургической академии по кафедре анатомии и физиологии. Академик Императорской Академии наук, член Медицинского совета Министерства внутренних дел, почётный член многих учёных учреждений и обществ России, действительный статский советник, эволюционист. 

## Биография
Родился 9 (20) августа 1764 года в Новгород-Северском наместничестве (ныне — Коропский район, Черниговская область, Украина) в семье священника Понорницкого прихода.
Получил первоначальное образование в родительском доме, а затем поступил в Черниговскую коллегию. Окончил Медико-хирургическое училище при Санкт-Петербургском генеральном сухопутном госпитале; 30 июня 1785 года был произведён в подлекаря, с оставлением при госпитале. За сочинения по анатомии «Demonstratio cordis» и «Opératio caiaractae et fistula lecrymalis» получил звание лекаря; был назначен прозектором анатомии при Петербургском медико-хирургическом училище. По прошению 19 августа 1790 года был уволен от госпитальной и учебной службы и 29 октября того же года определился в Шлиссельбургский уезд «на докторскую вакансию», оттуда 14 февраля 1793 года был переведён в Орденский кирасирский полк, с которым участвовал в польской войне 1794 года.
В 1797—1808 годах работал при Петербургском главном адмиралтейском госпитале.
Был назначен адъюнктом анатомии — сначала в Московском медико-хирургическом училище, а затем был переведён был адъюнктом в Санкт-Петербург. В 1799 году в «Трудах Академии наук» были напечатаны три научных труда Загорского по анатомии, закрепившие за ним репутацию выдающегося анатома и одобренные Медицинской коллегией: «De anevrismate spurio, quod adscessum mentubatur», «de processus mastoidei teredine feliciter curato», «discriptionem in fantis monstrosi cum abnormi genitalium formatione». В том же году, при преобразовании медико-хирургического училища в Санкт-Петербургскую медико-хирургическую Академию, он был произведён в экстраординарные профессора, а в 1800 году назначен ординарным профессором академии. 
В 1801 год появился первый русский учебник по анатомии — написанная Загорским книга «Сокращённая анатомия, или руководство к познанию строения человеческого тела», которая сразу стала учебником в медицинских учреждениях и неоднократно переиздавалась (до 1830 года — пять раз).
В 1803—1806 годах — председатель Конференции профессоров Медико-хирургической академии, до 1805 года также руководил ученой частью академии; после назначения ректором И. П. Франка был его заместителем; после выходе Франка в отставку в начале 1808 года принял от него должность ректора и оставался в ней до августа 1808 года. 
В 1805 оду был избран адъюнктом анатомии и физиологии Императорской Академии наук, через два года (11 августа 1807 г.) был признан экстраординарным академиком и в том же году, в ноябре, ординарным академиком. В 1809 году получил звание академика Санкт-Петербургской медико-хирургической академии и в том же году был признан доктором медицины и хирургии.
Был почётным членом многочисленных учёных обществ. С 1817 года — почётный член Императорского Московского общества естествоиспытателей природы; с 1818 — Виленского медицинского общества; с 1819 — Санкт-Петербургского фармацевтического общества; с 1821 и 1822 годов — Харьковского и Виленского университетов; с 1834 — Санкт-Петербургского общества русских врачей и с 1836 года —  почётный член Виленской медико-хирургической Академии и Медицинского совета. 
В 1842 году он получил знак отличия беспорочной службы за LV лет.
Умер 20 марта (1 апреля) 1846 года.

## Вклад в науку

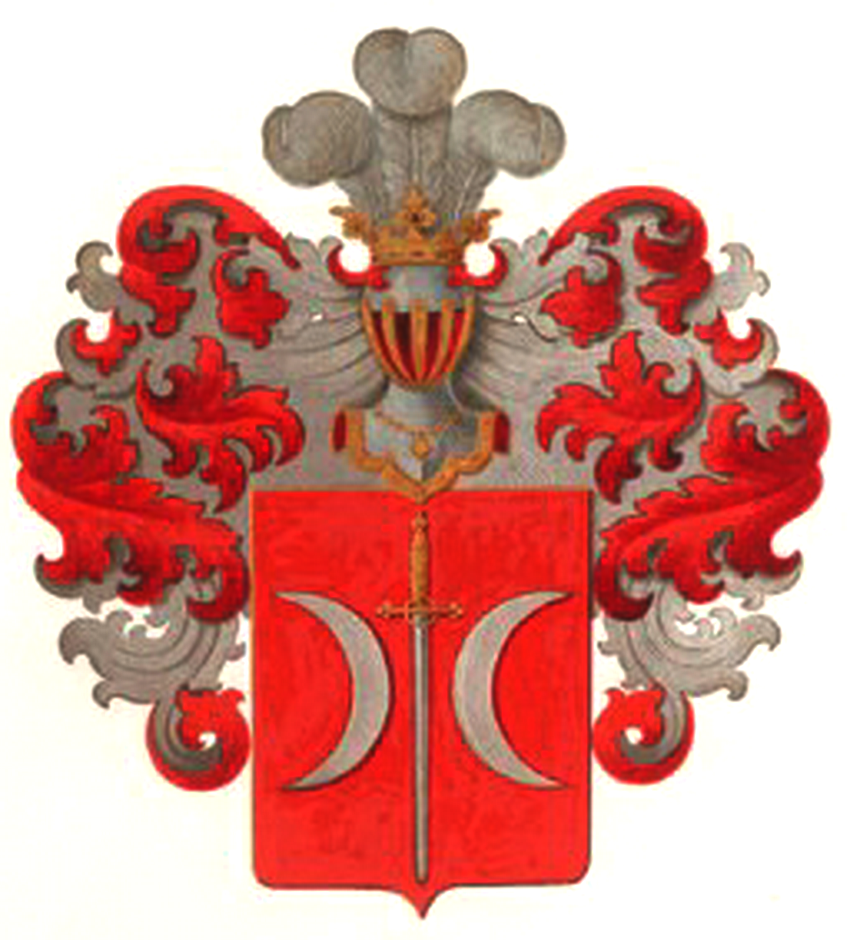
Герб Загорского (1847 г.) внесён в Часть 11 Общего гербовника дворянских родов Всероссийской империи, стр. 151

Пётр Андре́евич Заго́рский — основоположник самостоятельной отечественной анатомической школы, кроме того, он первый в России заложил основы экспериментальной и сравнительной физиологии
Созданная им научная анатомическая школа сформировалась на базе Петербургской медико-хирургической академии, где он впервые в России ввёл обязательные занятия на трупах.
Являясь приверженцем функционального, эволюционного взгляда на анатомию, он оставил потомкам работы по анатомическим аномалиям и механизму их возникновения, серьёзно занимался сравнительной анатомией. Среди неопубликованных работ Петра Андреевича Загорского имеется труд "Сравнительное исследование нервной системы позвоночных животных". Составленный им анатомо-физиологический словарь не сохранился. Расцвет карьеры Загорского был обусловлен реформой медицинского образования и, в частности, введением должности адъюнкт-профессора, на которую был приглашён вначале в Московское хирургическое училище, а затем в Академию талантливый врач-практик штаб-лекарь Загорский.
Продолжая дело, начатое Шеиным и академиком А. Протасовым, профессор апробировал русскую анатомическую терминологию в своей книге «Сокращённая анатомия» (1802) (правда, недостатком книги было отсутствие иллюстрации). Важность русской анатомической и медицинской терминологии была отмечена избранием Загорского в члены Российской академии; благодаря Загорскому в члены этой академии был избран и А. С. Пушкин, вместе они участвовали в её заседаниях. За три месяца до своей безвременной кончины в 1836 году А. С. Пушкин вместе с А. С. Шишковым и другими членами Российской академии лично прибыли в Медико-хирургическую академию чествовать пятидесятилетие плодотворной деятельности там Загорского.
Преемники и ученики Загорского сделали значительный вклад в отечественную медицину, например
 — первый русский профессор Московского университета С. Зыбелин
 — автор статьи «О строении почек» А. Шумлянский (1748—1795)
 — создатель «Курса анатомии» Е. Мухин (1766—1850), преподававший в Московском университете, и в частности, он продолжил его дело непосредственно на кафедре анатомии Московской медико-хирургической академии.

## Премия им. Загорского
После его смерти, в Российской империи была учреждена премия за новаторские достижения в области анатомической науки. Лауреаты премии:
- 1893 — Ламбль, Душан Фёдорович
- 1896 — Мельников-Разведенков, Николай Федотович